# .mu
.mu là tên miền quốc gia cấp cao nhất (ccTLD) của Mauritius. Được quản lý bởi Trung tâm Thông tin mạng Mauritius và đăng ký thông qua các cơ quan ủy quyền. Một vài cơ quan này quảng bá nó làm TLD của .music và .museum.
Cũng có một dịch vụ miễn phí đề nghị tên miền cấp 3 .mu, dưới tên MusicNIC. Họ giữ 97 tên miền cấp 2, bao gômg.eu.mu,.fr.mu,.uk.mu và được cho phép dùng làm chuyển hướng URL.
.mu hiện đang được ủy quyền lại từ tổ chức tài trợ hiện nay của nó Internet Direct Ltd. đến Cơ quan Công nghệ Thông tin và Truyền thông (ICTA) của Mauritius. Việc ủy quyền lại cho cơ quan .mu mới được trông đợi sẽ được thực hiện vào cuối năm 2007.

## Tên miền cấp 2
- .com.mu - Cơ quan thương mại
- .net.mu - Cơ quan mạng
- .org.mu - Tổ chức phi lợi nhuận
- .gov.mu - Tổ chức chính phủ
- .ac.mu - Cơ quan học thuật
- .co.mu - Tổ chức thương mại (không còn cho đăng ký bởi đa số nhà đăng ký)
- .or.mu - Tổ chức phi thương mại (không còn cho đăng ký bởi đa số nhà đăng ký)